# Arsène Millocheau
Florentin Arsene Millocheau (Champseru, 21 gennaio 1867 – Parigi, 4 maggio 1948) è stato un ciclista su strada francese.
Professionista dal 1896 al 1903, partecipò alla prima edizione del Tour de France.

## Carriera
Partecipò alla prima edizione del Tour de France nel 1903, che terminò in ventunesima e ultima posizione, a oltre sessantaquattro ore dal vincitore Maurice Garin, diventando così la prima lanterna rossa della storia della Grande Boucle. Partecipò anche ad altre corse francesi della sua epoca, come la Bordeaux-Parigi, dove fu dodicesimo nel 1896 e quinto nell'edizione successiva.

## Piazzamenti

### Grandi Giri
- Tour de France

1903: 21º